# Das Licht in den Birkenwäldern
Das Licht in den Birkenwäldern (Originaltitel: Természetes fény, internationaler Titel: Natural Light) ist ein Spielfilm von Dénes Nagy aus dem Jahr 2021. Die europäische Koproduktion wurde in den Wettbewerb der 71. Internationalen Filmfestspiele Berlin eingeladen und dort mit dem Regiepreis ausgezeichnet.

## Handlung
Der Film spielt im Frühjahr 1943, als die mit der Wehrmacht verbündeten ungarischen Truppen während des Deutsch-Sowjetischen Krieges Aufgaben der Partisanenbekämpfung im Hinterland der Front übernahmen. Der einfache ungarische Bauer István Semetka dient als Zugsführer (Szakaszvezető) in einer solchen Spezialeinheit, die aus ungarischen Soldaten und zwei ukrainischen Polizisten besteht. Aufgabe der Reserve-Maschinengewehr-Kompanie 44/23 ist es, die Dörfer und Waldbewohner zu kontrollieren und gegen die Besatzungsmacht kämpfende Partisanengruppen aufzuspüren. In der sumpfigen Landschaft ist mit Männern, Pferden und Karren kaum voranzukommen. Die Soldaten nehmen drei Jägern die Beute ab, um ihren Hunger zu stillen. Bald darauf erreichen sie das Dorf Saltanowka. Ein Unterleutnant (Hadnagy) verhört den Dorfvorsteher Sergei Alexandrowitsch, der einen kooperativen Eindruck macht. Teile der Einheit übernachten in dem abgelegenen Dorf und verzehren die Nahrungsvorräte der Bewohner. Semetka ist in der Einheit für die Fotografien zuständig. Zwar gehorcht er den Befehlen seiner Vorgesetzten, beteiligt sich aber nicht aktiv an Schikanen und Gewalt gegen die Dorfbewohner. Er behält Beobachtungen in der Zivilbevölkerung für sich, die ihm nicht bedrohlich erscheinen, und versorgt später gefangene Frauen mit Wasser.
Als Semetkas Einheit zu einer Patrouille aufbricht und unter Partisanenbeschuss gerät, kommen der kommandierende Feldwebel (Őrmester) und ein Ukrainer zu Tode. Semetka muss die Reste der Patrouille übernehmen und kehrt mit ihr nach Saltanowka zurück. Dort nehmen die Soldaten die Dorfbewohner gefangen, unter denen sie Verräter vermuten. Den Dorfvorsteher, der der Truppe den Weg empfohlen hatte, auf dem sie überfallen wurde, haben sie erhängt im Wald aufgefunden, wahrscheinlich von Partisanen. Semetka lässt 33 Bewohner, darunter Frauen und Kinder, in einer Scheune einsperren. Bald darauf wird sein Zug von Verstärkung abgelöst, die ein alter Bekannter von ihm kommandiert, der Offiziersstellvertreter (Főtörzszászlós) Koleszár. Als einige gefangenen Männer durch ein Erdloch aus der Scheune entkommen, beginnt eine Schießerei; sieben Männern gelingt die Flucht, einer wird von Koleszárs Soldaten gestellt und tot zurück ins Dorf gebracht. Semetkas Leute werden daraufhin von Koleszárs Feldwebel Illés, der die Bewachung der Scheune übernimmt, in die Sümpfe geschickt, um nach weiteren Geflüchteten zu suchen. Dabei entdeckt er ein junges Mädchen, das sich versteckt, verrät es aber nicht.
Bei der Rückkehr ins Dorf muss er feststellen, dass auf Befehl seines Vorgesetzten Koleszár die Scheune mit gefangenen Männern, Frauen und Kindern in Brand gesteckt wurde. Er wird Zeuge, wie die Menschen bei lebendigem Leib verbrennen. Tags darauf gesteht ihm Koleszár, ihn absichtlich fortgeschickt zu haben, um die Verantwortung für die Tötung der verdächtigen Einwohner allein zu tragen. Er warnt Semetka, sich im Krieg zu versündigen, und rät ihm, die Ereignisse zu vergessen. Semetka wird von Koleszár mit verwundeten Soldaten zu einem Krankenhaus nach Nawlja abkommandiert. Dort berichtet er dem Major (Őrnagy) von den Ereignissen in Saltanowka, erwähnt das Massaker an den Dorfbewohnern aber nur andeutungsweise. Er erhält daraufhin zwei Wochen Heimaturlaub und darf zu seiner Familie zurückkehren, von der er acht Monate getrennt war. Er verabschiedet sich von einem verwundeten Kameraden, besucht die Krankenhauskapelle und begibt sich bei Sonnenuntergang auf die Zugreise nach Ungarn.

## Hintergrund
Für Dénes Nagy ist Das Licht in den Birkenwäldern sein Spielfilmdebüt. Der ungarische Dokumentarfilmer verfilmte dabei einen kleinen Ausschnitt aus dem gleichnamigen Roman von Pál Závada. Anders als die Buchvorlage, deren Handlung sich über mehrere Jahrzehnte erstreckt, beschränkt sich die Filmhandlung auf wenige Tage.
Die Dreharbeiten fanden im Herbst 2019 in Ungarn und im Osten Lettlands statt. Nagy besetzte die Rollen mit Laiendarstellern, die jeweils ihre eigene Sprache sprechen (Ungarisch und Russisch, in der Szene der Ankunft im Krankenhaus auch Deutsch), die mit Untertiteln übersetzt wird. Erneut arbeitete er mit Kameramann Tamás Dobos zusammen. Ein Großteil der Szenen wurde ohne Beleuchtung im Halbdunkel gedreht, was dem Film eine düstere Atmosphäre verleiht und den Filmtitel (Natural Light) erklärt. Für die Kostüme war Márton Ágh zuständig, während der Historiker Krisztián Ungváry die Produktion beriet.

## Rezeption und Auszeichnungen
Mit Das Licht in den Birkenwäldern konkurrierte Nagy erstmals um den Goldenen Bären, den Hauptpreis der Berlinale, und gewann den Silbernen Bären für die beste Regie. Im internationalen Kritikenspiegel der britischen Fachzeitschrift Screen International belegte der Film mit 2,3 von vier möglichen Sternen unter den 15 Wettbewerbsfilmen der Berlinale den neunten Rang, gemeinsam mit dem iranischen Beitrag Ballade von der weißen Kuh und dem französischen Dorfthriller Abatros von Xavier Beauvois. Ebenfalls im Jahr 2021 folgten eine Auszeichnung als bester Film auf dem Fajr-Filmfestival sowie der Europäische Filmpreis für Szenenbildner Márton Ágh.